# ランボルギーニ・アステリオン
アステリオン（Asterion ）は、イタリアの自動車メーカー、ランボルギーニが製造したコンセプトカーである。車名はギリシア神話に出てくるミノタウロスの名前からつけられたもの。

## 概要
2014年10月より開催されているパリ・モーターショー2014にて発表された2ドアクーペ型のプラグインハイブリッドカー。ランボルギーニでは初のプラグイン・ハイブリッドカーである。
車名のLPI910-4のIは、イタリア語でIbrido（ハイブリッド）の意味。
エンジンはランボルギーニ・ウラカンに搭載されている5.2LV型10気筒NAエンジン、モーターは3基搭載しており、合計出力は669kW（約910PS）、最高速度は320km/h。最大航続距離は50km。